# Káto Aséa
Káto Aséa (grec moderne : Κάτω Ασέα) est une localité située dans le dème de Tripoli, dans le district régional d'Arcadie, dans la périphérie du Péloponnèse, en Grèce.
Selon le recensement de 2021, elle compte 41 habitants.